# Peter Fowler
Peter Howard Fowler, FRS (* 27. Februar 1923 in Cambridge, England; † 8. November 1996 in Bristol, England), war ein britischer Physiker und Hochschullehrer, der sich insbesondere mit kosmischer Strahlung beschäftigte und unter anderem 1974 die Hughes-Medaille erhielt.

## Leben
Peter Howard Fowler war das älteste von vier Kindern des Physikers und Astronomen Sir Ralph Howard Fowler und dessen Ehefrau Eileen Mary Rutherford Fowler, einzige Tochter von Ernest Rutherford, der 1908 den Nobelpreis für Chemie erhielt und 1931 als Baron Rutherford of Nelson in den Adelsstand der Peerage of the United Kingdom erhoben wurde. Sein Vater bestimmte den Zustand der Materie in weißen Zwergsternen, sein Großvater führte in seinem Rutherfordschen Atommodell den Atomkern ein. Sein jüngerer Bruder Eliot Patrick Fowler war ebenfalls Physiker. Er selbst begann nach dem Besuch des traditionsreichen Eliteinternats Winchester College 1940 ein Physikstudium an der University of Bristol, wo Cecil Powell zu seinen Professoren gehörten. Während des Zweiten Weltkrieges musste er 1942 sein Studium unterbrechen und leistete bis 1946 Militärdienst in der Royal Air Force (RAF). Während seines Kriegsdienstes stellte er fest, dass das britische Radar durch deutsche Sendungen gestört wurde, und konnte die Quelle des Störsignals identifizieren, das dann durch Bombenangriffe zerstört wurde.
Nach Beendigung seines Kriegsdienstes setzte er sein Studium fort und erwarb 1948 einen Doctor of Philosophy (Ph.D. in Physics) an der University of Bristol. Im Anschluss wurde er 1948 zunächst Dozent für Physik an der University of Bristol und übernahm 1961 eine Professur für Physik an der University of Bristol, an der er bis zu seiner Emeritierung 1988 lehrte. Neben seiner Lehrtätigkeit untersuchte er die primäre kosmische Strahlung und maß das Vorhandensein von Beryllium, Bor und Lithium in kosmischen Strahlen. Er entwickelte unter Verwendung von Ballons sowie später von Strahlflugzeugen verbesserte Methoden zur Messung der kosmischen Strahlung in großer Höhe und untersuchte die Strahlungsgefahren des Überschallfluges in großer Höhe. 1964 wurde er Fellow der Royal Society (FRS) und erhielt 1974 „für seine herausragenden Beiträge zur Physik der kosmischen Strahlung und der Elementarteilchen“ die Hughes-Medaille der Royal Society.
Fowler, der sich auch für das Institute of Physics engagierte, untersuchte die radioaktiven Auswirkungen der Explosion des Kernkraftwerks Tschernobyl am 26. April 1986 in der Ukraine. Nach dem Bombenanschlag auf ein Verkehrsflugzeug vom Typ Boeing 747-121 über Lockerbie am 21. Dezember 1988 entwickelte er eine auf thermischen Neutronen basierende Methode zur Überprüfung des Passagiergepäcks. Im Ruhestand war er ferner privater Berater für Anwendungen der Physik in der Industrie.
Im Jahr 1949 heiratete er die Doktorandin Rosemary Brown. Sie hatte ebenfalls an Höhenstrahlung geforscht und war 1949 an der Entdeckung des Zerfalls des Kaons in drei (statt zwei) Pionen beteiligt gewesen, was zum „τ-θ-Rätsel“ und schließlich zur Entdeckung der Paritätsverletzung führte. Nach der Hochzeit brach Rosemary ihre akademische Karriere ab und widmete sich der Familie. Aus der Ehe gingen drei Töchter hervor.